# 奥田俊介
奥田 俊介（おくだ しゅんすけ 1934年-）は、日本の英文学者。翻訳家。
千葉商科大学名誉教授。日本大学生産工学部講師。『蛍雪時代』（旺文社）にも寄稿している。2014年瑞宝中綬章受章。

## 人物
アンブローズ・ビアスの研究で知られ、『悪魔の辞典』の翻訳などがある。大学受験英語の分野も詳しく、長年にわたって大学受験予備校へも出講した。猪狩博とは、千葉商科大学・代々木ゼミナール両方での同僚。

## 経歴
- 岐阜県高山市出身
- 早稲田大学大学院文学研究科修了
- 元代々木ゼミナール講師
- 元早稲田予備校講師
- 元早稲田大学講師

## 著書

### 単著
- 『緑の大地に駆ける夢』 （東京美術、1971年）

### アンブローズ・ビアスの翻訳
- （猪狩 博・芹川 和之）『ビアス選集 第3 幽霊』 （悠久出版、1968年）
  - 『幽霊 (ビアス選集 3・4)』 （東京美術、1970年）
- （猪狩 博・芹川 和之）『ビアス選集 第1 戦争』 （悠久出版、1969年）
  - 『戦争（ビアス選集 1）』 （東京美術、1969年 / 新装版 1975年）
- 『殺人（ビアス選集 5）』 （東京美術、1971年 / 新装版 1975年）
- 『人生（ビアス選集 2）』 （東京美術、1971年 / 新装版 1975年）
- （倉本 護・猪狩 博） 『悪魔の辞典: 完訳』 （創土社、1972年）
  - 『悪魔の辞典（角川文庫)』 （角川書店、1975年）
  - 『新撰・新訳 悪魔の辞典（講談社SOPHIA BOOKS）』 （講談社、2000年） ISBN 4062691256
- 『悪魔の寓話: 完訳』（創土社、1972年 / 1979年）
- （芹川 和之・猪狩 博・倉本 護）『つかのまの悪夢（ビアス傑作短篇集 上）』（東京美術、1989年） ISBN 4808705230
- （芹川 和之・猪狩 博・大滝 伊久男）『よみがえる悪夢（ビアス傑作短篇集 下）』（東京美術、1989年） ISBN 4808705249

### その他翻訳
- （岡田 充雄・篠塚 真吾）（ロバート・L・カーン） 『組織のストレス: 葛藤にさらされた現代組織の歪み（上）（下）』 （産業能率短期大学出版部、1973年）
- （R・マッケンジー） 『時間を管理する技術』 （産業能率短期大学出版部、1974年）
- （監訳）（マーゴ・マクルーン、アリス・シーゲル）『現代女性ミニ事典』 （松柏社、2004年） ISBN 4775400673

### 大学受験参考書
- （芹川 和之） 『ラクラク英語勉強法（サラブレッド・ブックス 91）』 （二見書房、1976年 / 1991年） ISBN 457600042X
- 『グレード別テーマ英単語4500語レベル（合格トレーニング）』 （中央図書、1993年） ISBN 4482006351
- 『スーパー頻出総合英語演習』（中央図書、1994年） ISBN 4482006440
- 『グレード別・テーマ別　受験・英単語（合格トレーニング）』 （中央図書、2001年） ISBN 4482006955
- 『頻出順 英語試験5分前（試験5分前シリーズ）』 （ライオン社、1996年） ISBN 4844025414
- 『英語長文問題の解き方』（ライオン社、1996年） ISBN 4844025392
- （共著） 『早稲田大学英語問題全解』（ライオン社、年次版）
- （共著）『トップ講師の英語教室』（ライオン社、1989年）

### 大学用英語教科書
- （共編）（ジェームズ・M・ヴァーダマン）『Legend 20世紀： 世界に輝く12人の伝説』（松柏社、1999年） ISBN 4881984632
- （共編）（ジェームズ・M・ヴァーダマン）『Century Leaders: 20世紀を動かした12人の偉人たち』 ISBN 4881984950
- （編注）『Bob Greene's Best Sketches of Life: ボブ・グリーン珠玉エッセイ集』 ISBN 4881984071

## 論文
- 紀要論文一覧